# Ostrožnica
Ostrožnica falu Bosznia-Hercegovinában, a Bosznia-hercegovinai Föderáció Una-Szanai kantonjában, Bosanska Krupa községben.

## Fekvése
Bosznia-Hercegovina északnyugati részén, Bihácstól légvonalban 26, közúton 39 km-re északkeletre, Bosanska Krupa központjától légvonalban 2, közúton 4 km-re keletre fekvő dombos, erdős területen fekszik. Az Una-medence karsztsíkságnak a Krušnica-folyó feletti részén található. A legmagasabb ponja a 406 méteres Ostrožničko brdo. A falu bővelkedik vízben.

## Népessége
| Nemzetiségi csoport | Népesség 1991 | Népesség 2013 |
| ------------------- | ------------- | ------------- |
| Szerb               | 98            | 0             |
| Bosnyák             | 1405          | 792           |
| Horvát              | 0             | 1             |
| Jugoszláv           | 4             | 0             |
| Egyéb               | 7             | 1             |
| Összesen            | 1514          | 794           |

## Története
Nem tudják, hogy a falu neve honnan származik. Minden bizonnyal a törökök előtti időkből ered. A Franjevac és Karlokva helynevek ugyancsak a török előtti településekre emlékeztethetnek. A Karlovka név talán Karlov Lokvo helynévből származik. Szintén hiányzó településekre emlékeztetnek: a Brančevac, a Milova Strana, a Vranješevac, az Ivanovac, a Jankova Kućerina és a Milićev Brijeg helynevek. A falu végén, Badić felé, a Crkvina nevű dombon fal maradványa és kovácsolásból eredő salak található. Azt mondják, hogy valahol arrafelé van egy macskaköves út. Az unamenti Krušnica-medence több részén a meredek lejtőn falak állnak. Azt mondják, ott egykor várat kezdtek építeni, de amikor egy pásztorlány megtalálta az erdőben a növényzettel benőtt Krupa várát, befejezetlenül hagyták.
A török korban a lakosság Anatóliából származott. Egy részük az osztrák-magyar megszállás után Konstantinápolyba költözött. Egyikük állítólag egy pasa volt, aki 1911-ben a tripoliszi háborúban tűnt el.
A település 1878-ig tartozott az Oszmán Birodalomhoz, ekkor a berlini kongresszus határozata alapján az Osztrák-Magyar Monarchia része lett. A monarchia szétesésével 1918-ban előbb a Szerb-Horvát-Szlovén Királyság, majd 1929-től a Jugoszláv Királyság része lett. Az 1929-es törvény értelmében, amikor Bosznia-Hercegovinát négy banovinára, Drinskára, Vrbaskára, Zetskára és Primorskára osztották, a település a Vrbaska banovina része lett, amelynek székhelye Banja Luka volt. Jugoszlávia megszállása után a Független Horvát Állam (NDH) része lett. A második világháború után a szocialista Jugoszláviához tartozott. A daytoni békeszerződést követő területfelosztásnál Bosanska Krupa község részeként a Bosznia-Hercegovinai Föderáció területéhez került.

## Nevezetességei
A falu mecsete